# Lasiorhynchites cavifrons
Lasiorhynchites cavifrons är en skalbaggsart som först beskrevs av Leonard Gyllenhaal 1833.  Lasiorhynchites cavifrons ingår i släktet Lasiorhynchites, och familjen rullvivlar. Arten har ej påträffats i Sverige.